# You'll Follow Me Down
You'll Follow Me Down è il quarto ed ultimo singolo estratto dal terzo album degli Skunk Anansie Post Orgasmic Chill. È stato pubblicato nell'ottobre del 1999.

## Tracce
1. You'll Follow Me Down – 3:29
2. Hedonism (Live) – 3:55
3. The Skank Heads (Live) – 3:10
4. You'll Follow Me Down (Rollo and Sister Bliss from Faithless Mix) – 3:29
5. You'll Follow Me Down (Golden Ashes Mix) – 7:55

## Classifiche
| Classifica (1999) | Posizione massima |
| ----------------- | ----------------- |
| Italia            | 18                |